# Apiogaster setosus
Apiogaster setosus là một loài bọ cánh cứng trong họ Cerambycidae.